# 明文
明文（Plaintext），在密码学中是指传送方想要接收方获得的可读信息。 明文经过加密所产生的信息被称为密文，而密文经过解密还原得来的信息被称为明文。